# Катаганы (узбеки)
Катаганы — тюрко-монгольское племя, упоминаемое на территории Мавераннахра как узбекское начиная с XVI века. Согласно Г. Е. Грумм-Гржимайло, катаганы в составе узбеков имеют монгольское происхождение.

## Значение
По словам англичанина Александра Бёрнса (1805—1841), «сами узбеки думают, что калмаки и катаганские узбеки составляют одно племя, которое потом разделилось, и объясняют название „калмак“ как „оставшиеся“, а „катаган“ — как „ушедшие“ (кеткан)».

## История
В источниках имеются сведения, что в середине XVI в., катаганы были в числе известных узбекских племён. Катаганы упоминаются в списках 92 узбекских племён.
Известным выходцем из узбекского племени катаганов был историк XVI века Мухаммед Яр ибн Араб Катаган, написавший на персидском языке произведение «Мусаххир ал-билад» («Покорение стран»). В произведении приводится история Шейбанидов.
По историческим данным, в 1640-х годах катаганы были одним из сильных и неустойчивых племен, проживавших в Балхе и, частично, в Кундузе. Во времена Аштарханидов район Балха был выдан катаганам в качестве улуса. В это же время катаганы формируются как сильное политическое объединение. В начале XVII в., в период правления Махмудбия из рода катаган, Балх и Бадахшан стал называться краем катаганов.
В XVIII—XIX вв. основная территория расселения катаганов включала северо-восточную часть Афганского Туркестана — районы Кундуза и Таш-кургана. Также узбеки-катаганы проживали на территории Хорезмской, Ташкентской, Сурхандарьинской, Кашкадарьинской областей и в Ферганской долине Узбекистана. Катаганы живут также на территории Таджикистана и Афганистана.
В XIX веке многочисленные узбеки-катаганы жили в Кундузе в Афганистане.

## Родовой состав и браки
Катаганы Кундуза и Таш-кургана считались потомками 16 сыновей, каждый из которых был потомком отдельного рода. 5 сыновей были рождены одной матерью — группа беш бола. Остальные 11 появились от другой матери — группа Чегуна. Беш бола делились на следующие рода: кесамир, джунг, катаган, лухан, тас, мунас. Мунасы делились на: чучагар, чечка, югул, сируг, темуз, бурка, берджа. Чегуна состояли из родов: мурдад, басуз, сир-и катаган, чураг, джудуба, катаган кураси, мурад шайх, аджигун, кин, кудагун, семиз.
В отличие от казахских и других катаганов в составе тюркских народов, узбеки-катаганы придерживаются близкородственных браков.

## Язык
Узбеки-катаганы юга Узбекистана говорят на кипчакском и карлук-чигильском диалектах узбекского языка, о чем свидетельствует ряд этнолингвистических исследований.
Тохчи-катаганы, проживающие в Сурхан-Шерабадском оазисе, говорят на диалекте карлуков-чигилей с употреблением «й», как тюрки и карлуки.

## Известные выходцы
| Имя                          | Примечание                                                           |
| ---------------------------- | -------------------------------------------------------------------- |
| Мухаммед Яр ибн Араб Катаган | Узбекский историк эпохи Бухарского ханства                           |
| Махмуд-бий                   | Авторитетный государственный и военный деятель Бухарского ханства    |
| Мурад-бек                    | Узбекский правитель и основатель Кундузского ханства                 |
| Сары-хан                     | Бек Кулябского и Бальджуанского бекств Бухарского эмирата            |
| Ирназар Максудов             | Узбекский посол Бухарского эмирата в Российской и Османской империях |